# Pablo Chinchilla
Pablo Antonio Chinchilla Vega (Escazú, 21 de dezembro de 1978) é um ex-futebolista e treinador de futebol costarriquenho que atuava como zagueiro. Atualmente está sem clube. 
Possui também cidadania austríaca, tendo atuado por 5 times do país europeu (2 profissionais e 3 amadores).

## Carreira em clubes
Formado nas categorias de base da Alajuelense, foi emprestado ao Rheindorf Altach por uma temporada antes de voltar ao time costarriquenho, sendo promovido ao elenco principal. Sua estreia foi em agosto de 1999, contra o Carmelita, e 1 mês depois marcaria seu primeiro gol como profissional frente ao San Carlos. Em 5 temporadas pela Alajuelense, Chinchilla conquistou 4 títulos do Campeonato Costarriquenho e uma Liga dos Campeões da CONCACAF, em 2004. Em 2005 assinou com o Los Angeles Galaxy, mas sua passagem pelo time da Califórnia durou apenas 19 jogos e um gol marcado, além de ter vencido a MLS Cup no mesmo ano. Voltaria a defender a Alajuelense na segunda metade da temporada 2005–06, atuando em 8 partidas e vencendo a Copa Interclubes da UNCAF pela segunda vez (havia conquistado o título pela primeira vez em 2002).
Em julho de 2006 voltou ao Rheindorf Altach, jogando 64 partidas e marcando 2 gols até 2008, ano em que regressaria novamente ao futebol costarriquenho, desta vez para vestir a camisa do Municipal Liberia. Pelos Coyotes, Chinchilla atuou em 10 jogos. Em janeiro de 2009, foi contratado pelo LASK, disputando 53 partidas e fazendo 3 gols. Entre 2011 e 2019, atuou por SV Lochau, RW Langen e FC Koblach, equipes das divisões amadoras do futebol austríaco onde também acumulou a função de técnico. Encerrou a carreira de jogador em 2019 e seu primeiro trabalho apenas como treinador foi em outra equipe amadora, o SC Fussach, comandado por ele durante uma temporada.

## Seleção
Chinchilla defendeu a Seleção Costarriquenha entre 1999 e 2008, jogando 39 partidas. O único gol do zagueiro pelos Ticos foi em novembro de 2002, contra o Equador.
Participou de 3 edições da Copa Ouro da CONCACAF (2000, 2003 e 2007) e também integrou o elenco que disputou a Copa do Mundo de 2002, sediada por Japão e Coreia do Sul, sendo convocado para substituir o lesionado Reynaldo Parks. Não entrou em campo em nenhuma partida da Costa Rica na competição.

## Títulos
Alajuelense
- Campeonato Costarriquenho: 1999–00, 2000–01, 2001–02, 2002–03, 2004–05[nota 1]
- Liga dos Campeões da CONCACAF: 2004
- Copa Interclubes da UNCAF: 2002 e 2005

Los Angeles Galaxy
- MLS Cup: 2005